# کاتن واربرتون
کاتن واربرتون (انگلیسی: Cotton Warburton؛ ۸ اکتبر ۱۹۱۱ – ۲۱ ژوئن ۱۹۸۲) یک تدوین‌گر و بازیکن گریدیرون فوتبال اهل ایالات متحده آمریکا بود.
وی در سال ۱۹۶۴ میلادی، بابت تدوین فیلم «مری پاپینز»، برندهٔ جایزه اسکار بهترین تدوین شد.
از دیگر آثار او می‌توان به گربه جاسوس و سربازان نیروی هوایی اشاره کرد.